# Botryllus chevalense
Botryllus chevalense är en sjöpungsart som först beskrevs av William Abbott Herdman 1906.  Botryllus chevalense ingår i släktet Botryllus och familjen Styelidae. Inga underarter finns listade.